# Talaqie TV
Talaqie TV (араб. قناة تلاقي‎, дословный перевод «Встреча ТВ») — государственный спутниковый телеканал Сирии, вещавший из Дамаска на арабском языке как новостной канал, который освещает национальные, политические, социальные и экономические вопросы. Тестовая трансляция с 6 октября 2012 года, официально телеканал Talaqie был запущен Министерством информации и ORTAS 20 мая 2013 года. Телеканал был закрыт в 2016 году по экономическим причинам.
В 2014 году канал Talaqie TV был включён в Книгу рекордов Гиннесса за самый длинный телемарафон. Ток-шоу на тему «Из Сирии с любовью» продолжалось с 18 по 21 ноября 2014 года 70 часов 1 минуту.